# Istoria limbii hindi
Hindi este o limbă indo-ariană (familie care face parte din categoria limbilor indo-europene) și e o limbă descendentă a limbii sanscrite. Trecând peste stadiile evoluției sale - de la sanscrita clasică la pali-pankrită și Apabhraṃśa, apariția formei timpurii poate să fie urmărită înapoi până în secolul al X-lea (Bhandarkar 1929, Chatterji 1960). Prin hindi, se face uneori referire la limba hindavi, limba hindustană și limba khari-boli.